# Де-Мойн (тауншип, Миннесота)
Де-Мойн (англ. Des Moines) — тауншип в округе Джексон, Миннесота, США. На 2000 год его население составило 273 человека.

## География
По данным Бюро переписи населения США площадь тауншипа составляет 83,9 км², из которых 82,2 км² занимает суша, а 1,7 км² — вода (2,01 %).

## Демография
По данным переписи населения 2000 года здесь находились 273 человека, 115 домохозяйств и 84 семьи.  Плотность населения —  3,3 чел./км².  На территории тауншипа расположено 125 построек со средней плотностью 1,5 построек на один квадратный километр. Расовый состав населения: 100,00 % белых. Испанцы или латиноамериканцы любой расы составляли 0,37 % от популяции тауншипа.
Из 115 домохозяйств в 30,4 % воспитывались дети до 18 лет, в 65,2 % проживали супружеские пары, в 3,5 % проживали незамужние женщины и в 26,1 % домохозяйств проживали несемейные люди. 25,2 % домохозяйств состояли из одного человека, при том 11,3 % из — одиноких пожилых людей старше 65 лет. Средний размер домохозяйства — 2,36, а семьи — 2,82 человека.
24,9 % населения — младше 18 лет, 4,4 % — в возрасте от 18 до 24 лет, 28,2 % — от 25 до 44, 23,8 % — от 45 до 64, и 18,7 % — старше 65 лет. Средний возраст — 42 года. На каждые 100 женщин приходилось 118,4 мужчин.  На каждые 100 женщин старше 18 приходилось 113,5 мужчин.
Средний годовой доход домохозяйства составлял 44 167 долларов, а средний годовой доход семьи —  47 750 долларов. Средний доход мужчин —  26 875  долларов, в то время как у женщин — 19 000. Доход на душу населения составил 21 496 долларов. За чертой бедности находились 2,3 % семей и 1,1 % всего населения тауншипа, из которых 1,4 % младше 18 лет.